# Tuareg-Kurzschwert
Das Tuareg-Kurzschwert ist eine afrikanische Waffe. Afrikanische Schwerter wurden in verschiedenen Ländern und von verschiedenen Ethnien Afrikas als Kriegs-, Jagd-, Kultur- und Standeswaffe entwickelt und genutzt. Die jeweilige Bezeichnung der Waffe bezieht sich auf eine Ausprägung dieses Waffentyps, die einer bestimmten Ethnie – hier den Tuareg – zugeordnet wird.

## Beschreibung
Das Tuareg-Kurzschwert hat eine gerade, zweischneidige Klinge. Die Klinge ist glatt, blattförmig, ohne Mittelgrat und ohne Hohlschliff. Das Heft besteht aus Metall und ist am Knauf mit traditionellen Symbolen verziert. Ein Teil des Hefts ist zur besseren Handhabe mit aufgerauten Messingeinlagen versehen. Der Dolch wird von der Ethnie der Tuareg benutzt.